# Dexia cuthbertsoni
Dexia cuthbertsoni là một loài ruồi trong họ Tachinidae.